# Грибков, Владимир Николаевич
Влади́мир Никола́евич Грибко́в (2 февраля 1937, Москва — 11 декабря 2006) — специалист в области авиационного материаловедения.
Окончил Московский институт химического машиностроения (1959), доктор технических наук.
Работал во Всероссийском научно-исследовательском институте авиационных материалов, где прошел путь от младшего научного сотрудника до начальника лаборатории института.
Основатель научного направления и организатор производства нитевидных кристаллов тугоплавких соединений. Самой значительной работой учёного стало создание волокнистой теплозащитной плитки для ОК «Буран».
Лауреат Государственной премии СССР (1987).
Жена — Наталья Яковлевна Грибкова (урождённая Бокиник), дочь доктора химических наук Я. И. Бокиника.

## Публикации
- Грибков Владимир Николаевич. viam.ru. Дата обращения: 28 октября 2012. Архивировано 18 декабря 2012 года.